# Flavia Iulia Constantia

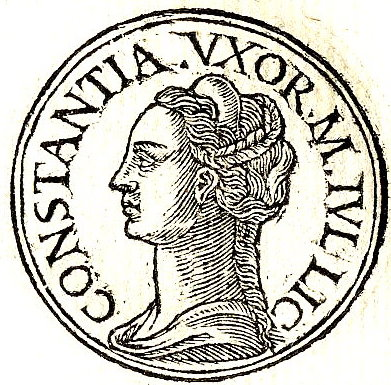

Flavia Iulia Constantia (* in Trier; † um 330) war als Mitglied der konstantinischen Dynastie – sie war Tochter des Constantius Chlorus und Halbschwester Konstantins des Großen – und als Frau des Ostkaisers Licinius in der ersten Hälfte des 4. Jahrhunderts n. Chr. römische Kaiserin.

## Leben
Constantia war die Tochter des Constantius I. und der Theodora. Ihre Geschwister waren Julius Constantius, Flavius Dalmatius, Flavius Hannibalianus, Anastasia und Eutropia. Konstantin war nur ihr Halbbruder, da er aus der Verbindung des Constantius mit Helena stammte, nicht aus der Ehe mit Theodora. Constantia wurde wohl in Trier geboren und aufgezogen. Als Constantius I. 306 starb, folgte ihm Konstantin als Kaiser nach. Es entwickelte sich ein Bürgerkrieg, in dessen Verlauf sich Konstantin mit Licinius gegen den Usurpator Maxentius verbündete. Zur Sicherung dieses Bündnisses wurde Constantia mit Licinius verlobt. Dadurch fühlte sich wiederum Maximinus Daia bedroht, der das Bündnis gegen sich gerichtet sah und sich daraufhin mit Maxentius verbündete. Konstantin konnte schließlich 312 Maxentius in Rom besiegen, Licinius besiegte 313 den Daia.
Im Februar 313 trafen Licinius und Konstantin in Mailand zusammen, wo Constantia und Licinius heirateten. Außerdem verabschiedeten die beiden Kaiser die Mailänder Vereinbarung, die allen Religionen im Reich – auch dem noch unter Diokletian verfolgten Christentum – freie Religionsausübung zugestand. Im Juli 315 wurde schließlich der erste Sohn der Constantia und des Licinius geboren, Licinianus Licinius. 316 kam es zum offenen Konflikt im gespannten Verhältnis zwischen Licinius und Konstantin. Constantia begleitete ihren Mann auf den Feldzug und floh anschließend mit ihm von Sirmium nach Adrianopel. Als es 324 zum zweiten Bürgerkrieg kam, vermittelte Constantia in Nikomedia zwischen ihrem Halbbruder und ihrem Mann. Konstantin konnte diesen Krieg schließlich für sich entscheiden. Constantia konnte Konstantin überreden, Licinius und ihren Sohn nicht zu töten, die beiden wurden stattdessen arretiert. 325 ließ Konstantin Licinius trotzdem hinrichten, 326 dessen Sohn. Dabei verletzte er einen Schwur, den er Constantia gegenüber geleistet hatte.
Constantia blieb trotzdem einflussreich am Hofe Konstantins, wo sie den ehrenvollen Titel einer nobilissima femina trug. Constantia, die in der Gunst Konstantins überaus hoch stand, versuchte diesen für den Arianismus zu gewinnen. Sie war schon seit 317, als sie in Nikomedia residierte, unter den Einfluss des arianischen Bischofs Eusebius von Nikomedia gekommen, der ihr Person und Lehre des Arius näher brachte. Auch auf dem Konzil von Nicaea 325 unterstützte sie die arianische Fraktion des Eusebius von Nikomedia, indem sie sie zur Annahme der Bekenntnisformel zu bewegen versuchte. Außerdem ist ein Briefwechsel Constantias mit Eusebius von Caesarea überliefert, in dem sie ihn um ein Bild Christi bittet. Etwa 330 starb Constantia schließlich. Konstantin ehrte sie noch nach ihrem Tod mit der Herstellung mehrerer Münzen und der Umbenennung der Stadt Maiuma (dem Hafen von Gaza) in Constantia.